# نیل شاپیرو (ورزشکار)
نیل شاپیرو (انگلیسی: Neal Shapiro؛ زادهٔ july ۲۲, ۱۹۴۵ (۷۹ سال)) ورزشکار اهل ایالات متحده آمریکا است.
وی در مسابقات کشوری و بین‌المللی در مجموع برندهٔ ۱ مدال نقره، ۱ مدال برنز شده‌است.